# Reduta nr 56

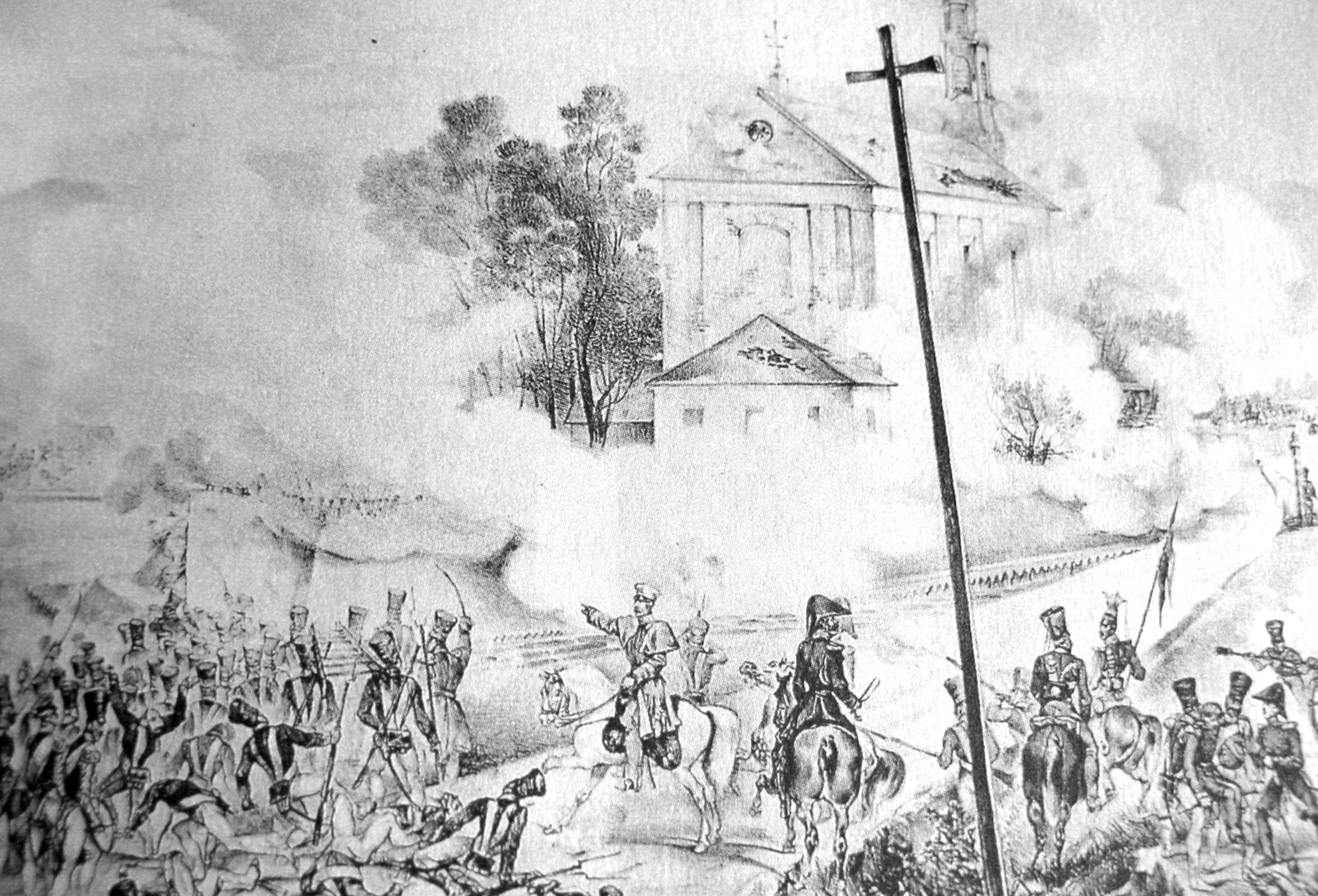
Rosyjski atak na redutę 56 w czasie powstania listopadowego w 1831

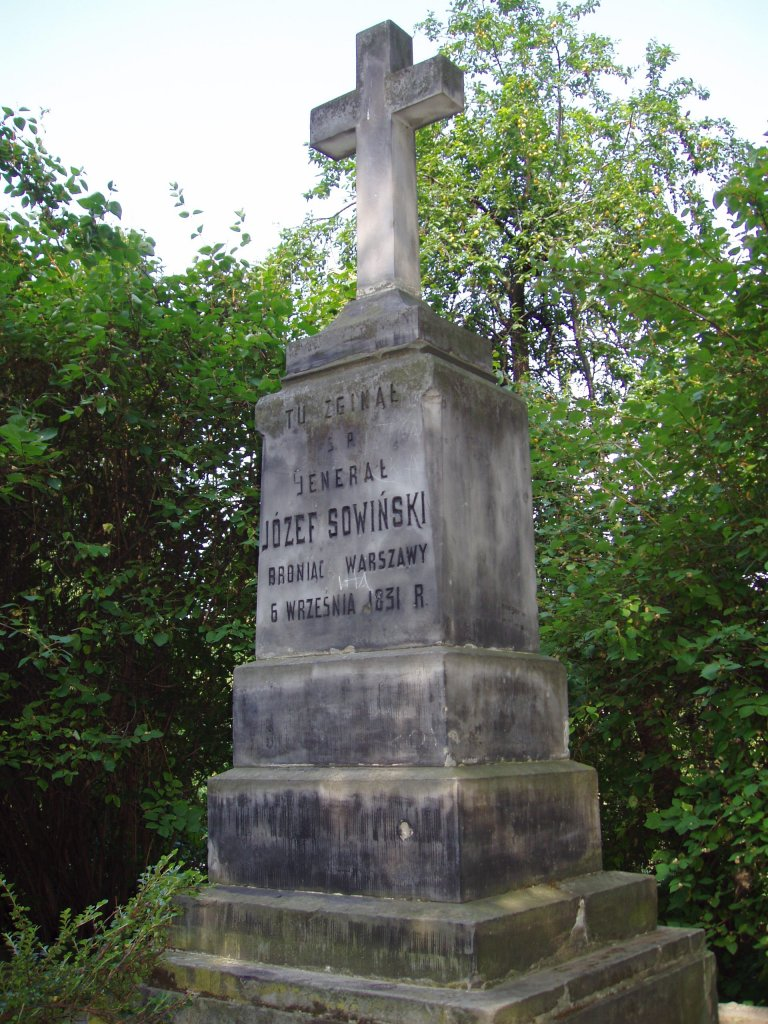
Pomnik na terenie Reduty Wolskiej upamiętniający generała Sowińskiego.

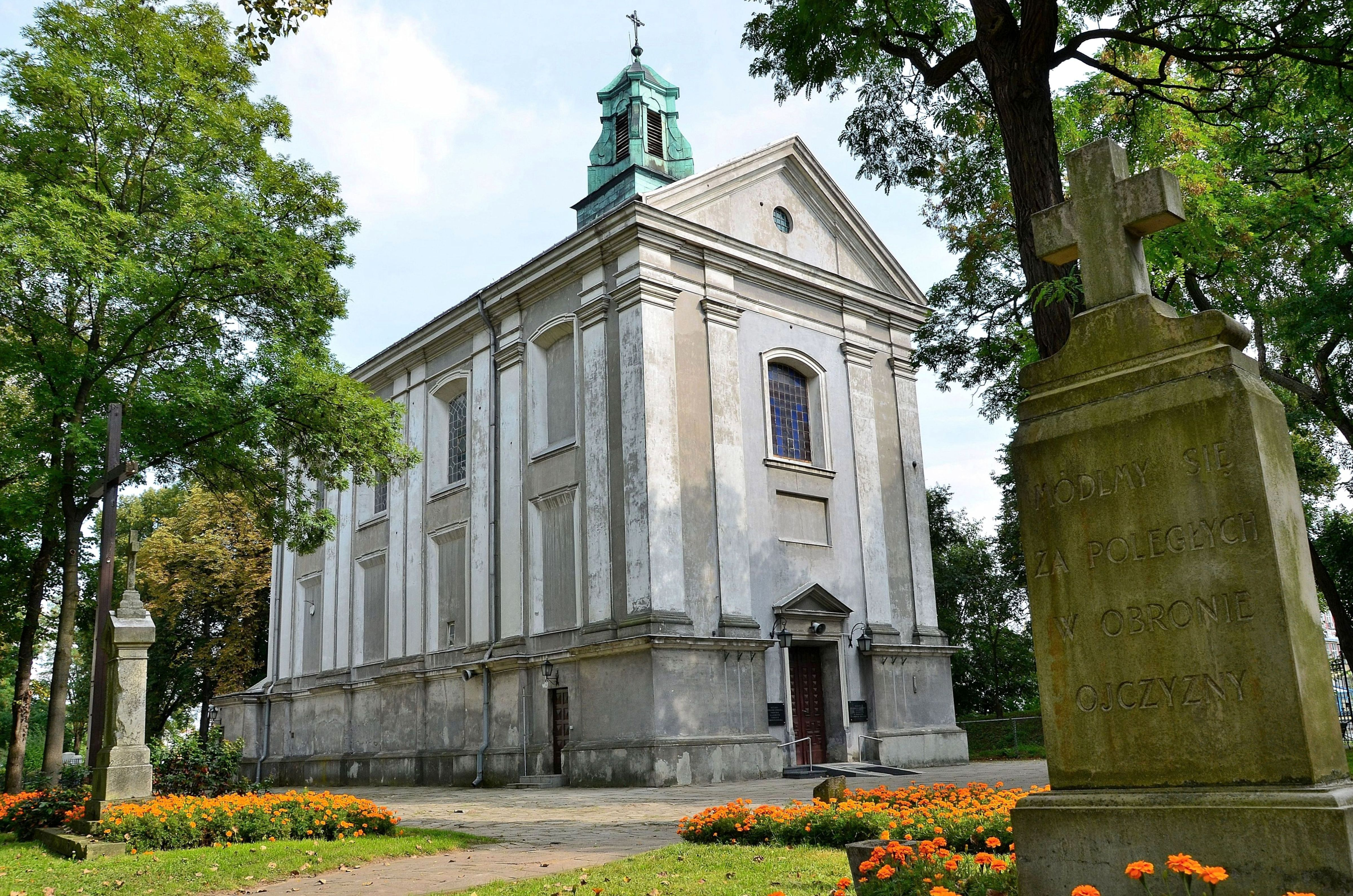
Kościół św. Wawrzyńca na reducie wolskiej, z kulami armatnimi wmurowanymi w ściany zewnętrzne świątyni

Reduta nr 56, także dzieło 56, Reduta Wolska, Reduta Sowińskiego lub fort Sowińskiego – teren dawnych umocnień obronnych znajdujący się w Warszawie w dzielnicy Wola przy skrzyżowaniu ulic Wolskiej i Redutowej.

## Historia
Reduta powstała w 1831 roku w miejscu wcześniejszych fortyfikacji z insurekcji kościuszkowskiej z 1794, a jak głosi tradycja w miejscu wcześniejszych szwedzkich fortyfikacji z XVII w. Reduta tylko częściowo nawiązuje do wcześniejszych szańców Kościuszki, które opierały się wojskom pruskim.
W lipcu 1831, w czasie powstania listopadowego dowódcą reduty nr 56 na Woli mianowano Józefa Sowińskiego. W miarę zbliżania się wojsk rosyjskich do Warszawy, w sierpniu powierzono mu dowodzenie obroną Woli, a 22 sierpnia awansowano na generała brygady.
6 września 1831 główne uderzenie rosyjskie zostało skierowane na Wolę, bronioną przez 1300 żołnierzy i mającą 12 dział (przeciwko 87 batalionom i 114 szwadronom wspieranym ogniem 100 dział). Kilkugodzinna obrona Woli prowadzona przez Sowińskiego nie miała dalszych szans powodzenia wobec przewagi wroga. Dokładne okoliczności śmierci generała Sowińskiego nie są znane (jedna z wersji mówi o śmierci przed ołtarzem w kościele, inna o śmierci przy armacie, ponieważ ugrzęzła drewniana noga generała). Władze rosyjskie podały wersję o zabiciu generała na posterunku bojowym, co zostało podchwycone przez artystów i znamy dziś kilka wizerunków generała zakłutego bagnetami przez żołnierzy carskich. W obronie reduty wzięły udział 8 i 10 pułk piechoty liniowej. Podczas walk do niewoli rosyjskiej dostali się, m.in.: mjr Jan Wodzyński dowódca 8 pułku piechoty liniowej, mjr Piotr Wysocki dowódca 10 pułku piechoty liniowej.
Po stłumieniu powstania władze carskie urządziły na terenie reduty cmentarz prawosławny, zaś katolicki kościół św. Wawrzyńca zmieniły na cerkiew Włodzimierskiej Ikony Matki Bożej.
Podczas obrony Warszawy we wrześniu 1939 roku, teren dawnej reduty wchodził w skład odcinka obsadzonego przez 8 kompanię 40. Pułku Piechoty Dzieci Lwowskich dowodzoną przez por. Zdzisława Pacaka-Kuźmirskiego, broniącego Woli przed Niemcami.

## Stan obecny
Na terenie reduty przy kościele św. Wawrzyńca znajdują się:
- zbiorowa mogiła żołnierzy 8 i 10 pułku piechoty liniowej z 1831,
- groby żołnierzy III batalionu 40 pułku piechoty „Dzieci Lwowskich” z 1939,
- zbiorowa mogiła mieszkańców Woli zamordowanych w czasie rzezi Woli w sierpniu 1944,
- krzyż upamiętniający śmierć generała Sowińskiego,
- pomnik upamiętniający rzeź Woli wystawiony w 1949
- tablica pamiątkowa Tchorka w murze przy bramie świątyni
- płaskorzeźba generała Sowińskiego na ścianie kościoła,
- kule armatnie i lufy z 1831 wmurowane w ściany kościoła.

Dla upamiętnienia postaci Józefa Sowińskiego nieopodal Reduty nr 56, na jej przedpolu, znajduje się ulica jego imienia, a przy skrzyżowaniu ulic Elekcyjnej i Wolskiej – park im. gen. Józefa Sowińskiego.

## Zabytki
- zespół Reduty Wolskiej, ul. Wolska 138-140, nr rej.: A-54 z 20.08.2003
  - kościół par. pw. św. Wawrzyńca, k. XVII, 1838, 1932,
  - cerkiew prawosławna cmentarna pw. św. Jana Klimaka, 1905
  - cmentarz prawosławny, 1834
  - reduta nr 56 (szańce ziemne, wały i fosa), 1794, 1831, poł. XIX